# Donna con cloche
Donna con cloche (Femme au chapeau cloche) è un dipinto realizzato nel 1919 dalla pittrice francese Jeanne Hébuterne.

## Storia
L'opera è stata esposta al Bunkamura Museum of Art di Tokyo, al Museo d'Arte Contemporanea di Sapporo, al Daimaru Museum Umeda di Osaka, allo Shimane Art Museum e al Museo prefetturale di Yamaguchi, in occasione della mostra Modigliani et Hébuterne, le couple tragique (2007).
È stata venduta nel marzo del 2019 da Christie's per 478.000 euro.

## Descrizione
Il dipinto si distingue per i colori vivaci, come il giallo vibrante dello sfondo, e nel trattamento utilizzato per la forma del collo, quasi richiamante il manierismo.